# Stigmella motiekaitisi
Stigmella motiekaitisi là một loài bướm đêm thuộc họ Nepticulidae. Nó được tìm thấy ở Tadzhikistan.